# 荷兰的亨德里克王子号铁甲舰
“荷兰的亨德里克王子”号铁甲舰（荷蘭語：Zr. Ms. Prins Hendrik der Nederlanden）是19世纪60年代中期在大不列颠为荷兰皇家海军建造的一艘铁甲舰。1876年该舰调任荷属东印度，1894年参加荷兰侵略龙目岛和卡朗阿森的行动。该舰在1899年退役，1925年报废。

## 设计和描述

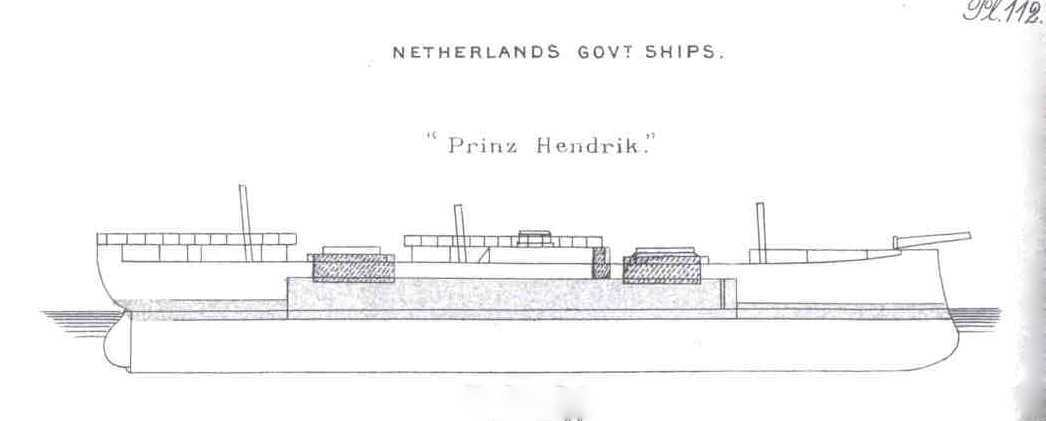
该舰右侧侧视图，阴影区域显示了装甲方案。

作为最初由邦联海军订购的天蝎级铁甲舰的扩大版，“荷兰的亨德里克王子”号铁甲舰由荷兰皇家海军从英国卡默尔·莱尔德造船厂订购。该舰炮塔通常由两名士兵操控齿轮系统转动，如果动用全部19名操炮舰员，炮塔旋转360°只需要20秒。该舰的舰首被加固为撞角，而上层轻甲板连接艏楼和艉楼甲板。而海上通道则可以通过使用5英尺（1.5）高的铰链式舷墙船舶的干舷可以增加到14英尺（4.3）高。
该舰的垂间长度为230英尺（70.1），舷宽44英尺（13.4），吃水为18英尺8英寸（5.69），排水量3,375公噸（3,322長噸）。铁制舰体由五个水密舱壁隔开，机舱和锅炉房下面为双层底设计。舰上常规配备230名官兵。

### 推进器
“荷兰的亨德里克王子”号铁甲舰有两台由莱尔德公司制造的水平回程连杆复合蒸汽机，每台驱动一具直径15英尺6英寸（4.7）的螺旋桨。这些引擎由四座方形锅炉提供动力。引擎总共产生了2,426匹指示馬力（1,809千瓦特），使得该舰在海上试航中的最高速度达到12.09節（22.39每小時；13.91英里每小時）。该舰随舰装载有380長噸（390公噸）煤，并装备有三桅帆船的帆具。为了减少船体绳索对炮塔射击范围的干扰，该舰的前桅和主桅由三脚架支撑。“荷兰的亨德里克王子”号的总帆面积为1,554平方（16,730平方英尺）。

### 武器
该舰在每个炮塔上安装了一对阿姆斯特朗9英寸（229）前装膛线炮，每门炮重12.5長噸（12.7公噸）。在舰首甲板上装备了两门由克虏伯生产的120毫米K.A.后装炮，舰尾也安装了两门作为追击炮。在建造完成后不久，该舰还被增加了6门37（1.5英寸）霍奇基斯5管转轮炮。这几门转轮炮可以以2,000英尺每秒（610每秒）的炮口初速发射重约1.1英磅（0.50）的炮弹，射程约为3,500碼（3,200），射速大约是每分钟30发。

### 装甲
“荷兰的亨德里克王子”号的水线装甲带是由熟铁锻造而成，厚度为4.5英寸（114）。在舰舯部，装甲带的长度为120英尺（36.6），高度为12英尺（3.7），其中3英尺（0.9）低于吃水线。在舰艏和舰艉的装甲带仅露出吃水线高2.5英尺（0.8）。4.5英寸的横向舱壁用于保护炮塔和机舱免受侧射火力的攻击。每座炮塔都由5.5英寸（140）的装甲板保护，舷侧开炮孔周围的装甲总厚度为11英寸（279）。本舰的甲板并没有装甲防护。

## 服役
“荷兰的亨德里克王子”号于1865年8月由莱尔德父子公司在伯肯黑德开始建造。1866年10月9日该舰下水，1867年3月竣工。在被派往荷属东印度之前，该舰被指派保卫荷兰海军的主要港口登海尔德。该舰于1876年移交荷属东印度，在辅助舰队中服役。1879年11月25日至1880年2月24日，“荷兰的亨德里克王子”号因修理在新加坡发生漏水问题的锅炉而离开爪哇。
在1881年6月底，“荷兰的亨德里克王子”号临时取代了“泽兰”号成为巴达维亚的警备舰。1882年1月25日，该舰进入了奥恩鲁斯特岛的5,000吨奥恩鲁斯特码头。1882年2月1日，该舰被派往井里汶，但由于霍乱爆发而在几天后被召回，改派往廖内进行演习并于当年3月20日返回巴达维亚。1882年5月16日至25日，该舰在丹戎普里欧克进行演习，并访问了千岛群岛。同年6月，该舰前往泗水并在那里安装了新的锅炉。1883年8月，演习结束后，该舰在巽他海峡保护航运，并在喀拉喀托火山喷发后前往万丹和楠榜海岸。1883年11月13日至1884年1月24日，该舰在雅加达担任警备舰。该舰在1885年装备了杆雷系统。1887年4月，该舰又在爪哇海参加了几天演习，当月晚些时候被派到望加锡，与“荷兰国王”号一起进行了为期三个月的演习。当年晚些时候，该舰在泗水进行了维修，之后又被派到望加锡参加训练。
从1890年1月24日至1891年12月2日，“荷兰的亨德里克王子”号隶属于驻扎在亚齐北海岸的海军部队。1893年，该舰改隶爪哇岛和婆罗洲以东的海军部队。这一情况一直持续到1896年8月初。
到1890年，舰上的37毫米火炮被两门75（3.0英寸）速射炮和四门37毫米速射炮所取代。1894年7月，“荷兰的亨德里克王子”号在荷兰侵略龙目岛和卡朗阿森期间负责运送军队。1894年底，龙目岛领主及其家人被俘后，该舰又负责将他们送往雅加达。1897年8月，该舰参加了一次前往赛格利的远征。
“荷兰的亨德里克王子”号于1899年5月5日退役，成为泗水港的一艘弹药趸船。该舰在1901年至1905年期间被调派到殖民地部门，但在1905年返回海军。“荷兰的亨德里克王子”号最终于1925年被报废。

## 脚注

### 引文
1. ↑  张黎源 (2020)，第222頁.
2. ↑  李昊 (2019)，第110-111頁.
3. ↑  《英汉舰船科技词汇》编辑组 (1975)，第304頁.
4. 1 2  张恩东 (2018)，第285頁.
5. ↑  . www.pilotesbsl.qc.ca.   [2019-07-04]. （原始内容存档于2011-07-06） （英语）.
6. ↑  王鑫 (2020)，第52頁.
7. 1 2  Koloniaal verslag van 1877, Bijlage C [5.10], p. 4
8. 1 2 3 4  Caruana (1972)，第199頁.
9. ↑  《英汉舰船科技词汇》编辑组 (1975)，第183頁.
10. 1 2 3 4  Caruana (1972)，第200頁.
11. ↑  顾仁敖 (1997)，第550頁.
12. ↑  Caruana (1972)，第199-200頁.
13. 1 2  Silverstone (1984)，第340頁.
14. ↑  李昊 (2019)，第378頁.
15. ↑  . Navweps.com. 2008-08-15  [2009-12-22]. （原始内容存档于2019-04-21） （英语）.
16. ↑  杨槱 (2020)，第101頁.
17. 1 2 3 4  Silverstone (1984)，第349頁.
18. ↑  Staatsbegrooting voor het dienstjaar 1875. [2. 32.], p. 6
19. ↑  Koloniaal verslag van 1880, Bijlage C [5.9], Bijlage G, p. 5
20. ↑  Koloniaal verslag van 1881, Bijlage C [5.8], Bijlage F, p. 11
21. ↑  徐钟 (2006)，第813頁.
22. ↑  《英汉舰船科技词汇》编辑组 (1975)，第572頁.
23. ↑  . Bataviaasch handelsblad. 1882-01-26. （原始内容存档于2024-05-08） （英语）.
24. ↑  Koloniaal verslag van 1882, Bijlage C [5.9], Bijlage G, p. 9
25. 1 2  Koloniaal verslag van 1883, Bijlage C [5.8], Bijlage F, p. 9
26. ↑  Koloniaal verslag van 1884, Bijlage C [5.8], Bijlage F, p. 9
27. ↑  Koloniaal verslag van 1886, Bijlage C [5.7], Bijlage E p. 9
28. ↑  张恩东 (2018)，第286頁.
29. ↑  布鲁斯·泰勒 (2021)，第192頁.
30. ↑  Koloniaal verslag van 1888, Bijlage C [5.9], Bijlage G, pp. 5-7
31. ↑  Koloniaal verslag van 1890, Bijlage C [5.8], Bijlage F, p. 9
32. ↑  Koloniaal verslag van 1891, Bijlage C [5.8], Bijlage F, p. 7
33. ↑  Koloniaal verslag van 1892, Bijlage C [5.10], Bijlage H, p. 9
34. ↑  Koloniaal verslag van 1894, Bijlage C [5.9], Bijlage G, p. 9
35. 1 2  Koloniaal verslag van 1895, Bijlage C [5.10], Bijlage H, p. 9
36. ↑  Koloniaal verslag van 1896, Bijlage C [5.9], Bijlage G, p. 9
37. ↑  Koloniaal verslag van 1897, Bijlage C [5.8], Bijlage F, p. 9
38. ↑  Koloniaal verslag van 1898, Bijlage C [5.4], p. 9